# Notability (application)
Notability est une application logicielle dédiée à la prise de notes pour iOS et macOS. L'application permet la prise de notes et également l'annotation de fichiers PDF. Notability est l'application de prise de notes la plus vendue sur l'App Store.

## Caractéristiques
Notability, à l’instar d’autres logiciels de prise de notes, offre une interface de bloc-notes virtuel pour la saisie de texte et le dessin. L’application permet l’édition directe et l’exportation de documents au format PDF, tout en supportant une variété d’autres formats de fichiers. Les fichiers sont synchronisés via iCloud, facilitant le partage de documents entre utilisateurs grâce à un système de partage basé sur des liens. Notability se distingue par des fonctionnalités supplémentaires, telles que l’enregistrement audio simultané et la conversion de l’écriture manuscrite et des équations mathématiques en texte,. Ces fonctionnalités renforcent son utilité et sa polyvalence en tant qu’outil de prise de notes.
Notability offre une compatibilité avec l’utilisation de stylets sur les plates-formes de bureau, enrichissant ainsi l’expérience de prise de notes. De plus, sur l’iPad,, l’application prend en charge l’Apple Pencil, permettant aux utilisateurs de bénéficier d’une précision accrue et d’une interaction plus naturelle avec leurs notes. Cette fonctionnalité renforce l’efficacité de Notability en tant qu’outil de prise de notes sur les appareils Apple.